# Adam Hepburn (2e comte de Bothwell)
Pour les articles homonymes, voir Adam Hepburn et Hepburn.
Adam Hepburn, 2e comte de Bothwell (mort le 9 septembre 1513) est un noble écossais et le fils de Patrick Hepburn dont il hérite des titres à sa mort en 1508. Auparavant il était connu sous le nom d’Adam Hepburn de Crags.
Il épouse en 1511 Lady Agnes Stewart (en), la fille illégitime de James Stewart, 1er comte de Buchan. Ils ont un seul fils : Patrick.
Le comte de Bothwell est tué à la bataille de Flodden Field, où il commandait la réserve.